# Muzala Samukonga
Muzala Samukonga (9 dicembre 2002) è un velocista zambiano, medaglia d'oro nei 400 metri piani ai Giochi del Commonwealth 2022.

## Biografia
Nato in Zambia nel 2002, alla prima competizione internazionale ha partecipato ai Mondiali U20 di Nairobi giungendo 5º.
Nel 2022 al Gaborone International Meet di Gaborone in  Botswana migliora il suo primato personale e si qualifica per i campionati africani di Saint-Pierre a Mauritius, in cui vince la medaglia d'oro nei 400 m e quella d'argento nella staffetta 4×400 m.
A luglio ai Mondiali in Oregon viene eliminato in semifinale con il suo nuovo personale; in agosto ai Giochi del Commonwealth vince la medaglia d'oro nei 400 m stabilendo il nuovo record nazionale. Nel 2024, alle Olimpiadi di Parigi, conquista la medaglia di bronzo nei 400 metri piani, alle spalle dello statunitense Quincy Hall e del britannico Matthew Hudson-Smith.

## Record nazionali
Seniores
- 400 metri piani: 43"91 ( Gaborone, 29 aprile 2023)
- Staffetta 4×400 metri: 3'04"76 ( Birmingham, 7 agosto 2022) (Patrick Nyambe, Kennedy Luchembe, David Mulenga, Muzala Samukonga)

## Palmarès
| Anno | Manifestazione          | Sede         | Evento      | Risultato  | Prestazione | Note             |
| ---- | ----------------------- | ------------ | ----------- | ---------- | ----------- | ---------------- |
| 2021 | Mondiali U20            | Nairobi      | 400 m piani | 5º         | 45"89       | [ 1 ]            |
| 2022 | Campionati africani     | Saint-Pierre | 400 m piani | Oro        | 45"31       | [ 2 ]            |
| 2022 | Campionati africani     | Saint-Pierre | 4×400 m     | Argento    | 3'05"53     |                  |
| 2022 | Mondiali                | Eugene       | 400 m piani | Semifinale | 45"02       | [ 3 ]            |
| 2022 | Giochi del Commonwealth | Birmingham   | 400 m piani | Oro        | 44"66       | [ 4 ]            |
| 2022 | Giochi del Commonwealth | Birmingham   | 4×400 m     | 5º         | 3'04"76     | [ 5 ]            |
| 2024 | Giochi panafricani      | Accra        | 400 m piani | Argento    | 45"37       | [ 6 ]            |
| 2024 | Giochi panafricani      | Accra        | 4x400 m     | Oro        | 2'59"12     | [ 7 ]            |
| 2024 | World Relays            | Nassau       | 4×400 m     | Batteria   | 3'05"00     |                  |
| 2024 | Campionati africani     | Douala       | 4x400 m     | Bronzo     | 3'02"56     |                  |
| 2024 | Giochi olimpici         | Parigi       | 400 m piani | Bronzo     | 43"74       | Record nazionale |
| 2024 | Giochi olimpici         | Parigi       | 4x400 m     | 8ª         | 3'02"72     |                  |

## Altre competizioni internazionali
2023
- Argento ai Bislett Games ( Oslo), 400 m piani - 44"49

2024
- Argento al Doha Diamond League ( Doha), 400 m piani - 45"07
- Argento al Meeting international Mohammed VI d'athlétisme de Rabat ( Marrakech), 400 m piani - 44"54
- Argento all'Athletissima ( Losanna), 400 m piani - 44"06
- Oro al Golden Gala Pietro Mennea ( Roma), 400 m piani - 43"99
- Bronzo al Memorial Van Damme ( Bruxelles), 400 m piani - 44"69